# Lanhydrock
Lanhydrock (in lingua cornica: Lannhydrek o Lannhedrek; 170 ab. ca.) è un villaggio con status di parrocchia civile della contea inglese del Cornovaglia (Inghilterra sud-occidentale), facente parte del distretto della Cornovaglia settentrionale e situato lungo il corso del fiume Fowey.

## Geografia fisica

### Collocazione
Lanhydrock si trova nella Cornovaglia centrale,  ed è situata a sud della brughiera di Bodmin (Bodmin Moor), tra le località di Bodmin e Lostwithiel (rispettivamente a sud della prima e a nord/nord-ovest della seconda) ), a circa 40 km a nord-est di Truro.

## Edifici e luoghi d'interesse

### Lanhydrock House
L'edificio principale di Lanhydrock è la Lanhydrock House, una residenza risalente al 1662, ma in gran parte ricostruita nel 1881 dopo un incendio. L'edificio è posto sotto la tutela del National Trust.
|  |

### Respryn Bridge
Altro edificio storico è il Respryn Bridge, un ponte medievale in granito sul fiume Fowey.
|  |